# Центральный диалект эрзянского языка
Центральный диалект — один из пяти основных диалектов эрзянского языка. Распространён в восточной части Республики Мордовия — на территории Атяшевского, Чамзинского и части Ичалковского районов. Из всех эрзянских говоров ближе всего к литературному языку козловский говор центрального диалекта. Это объясняется тем, что письменно-литературный эрзянский был разработан именно на основе речи эрзян села Козловка Атяшевского района.

## Фонетические особенности
В первом слоге употребляются все гласные (а, о, u, i, e, в части говоров также ä), в непервых только a, o, e.